# High (chanson de David Hallyday)
Pour les articles homonymes, voir High.
Singles de David Hallyday
He's My Girl
(1987) Move
(1988)
High est une chanson du chanteur français David Hallyday, extraite de son premier album True Cool en 1988. La chanson est coécrite par Lisa Catherine Cohen et David Hallyday, et produite par Richie Wise. La chanson se classe pendant 5 semaines à la première place des ventes de singles en France de début janvier à début février 1989. Le single s'est vendu à 565 000 exemplaires.
La chanson est reprise en 1989 par le chanteur hongkongais Jacky Cheung, sous le titre Cry.

## Classement par pays
| Classement (1988-89) | Meilleure position |
| -------------------- | ------------------ |
| France (SNEP)        | 1                  |